# Anton Raphael Mengs

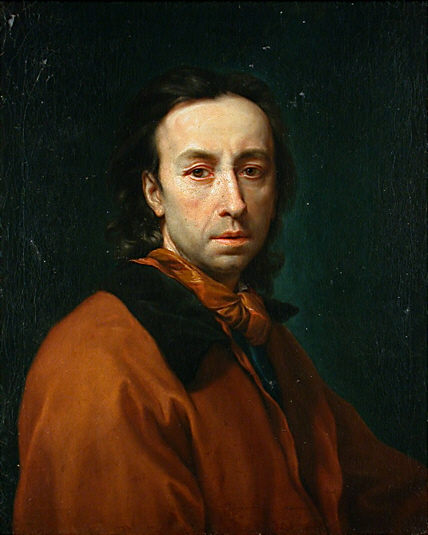
Autorretrato (1773)

Anton Raphael Mengs (Aussig, 22 de março de 1728 — Roma, 29 de junho de 1779) foi um famoso pintor neoclássico alemão. Filho de outro pintor, foi batizado com os nomes de dois grandes artistas do Renascença italiano que seu pai admirava: Antonio Allegri, conhecido por Correggio, e Rafael.

## Vida
Foi pintor da corte na cidade de Dresden a partir de 1745, e, alguns anos mais tarde, partiu para Roma, tendo como objetivo completar a sua formação, assentada basicamente no classicismo. Na Cidade Eterna, tornou-se logo uma celebridade, principalmente devido aos retratos que produzia dos viajantes estrangeiros, especialmente ingleses. Devido ao seu ofício de retratista dos turistas, assim como sua tendência classicizante, era sempre visto como adversário de Pompeo Batoni, pintor italiano que compartilhava essas mesmas características.
Afamado em todo o continente europeu, foi convidado por D. Carlos III para trabalhar em Madrid, onde tornou-se o o primeiro pintor do rei, renovando o panorama pictórico local, ainda muito influenciado pelo rococó de pintores como Giaquinto e Tiepolo, que também estavam na Espanha a serviço do rei. Daí em diante, viveria entre Roma e Madrid até a morte.

Foi um dos precursores do neoclassicismo e influenciou toda uma geração de artistas italianos, alemães, ingleses e espanhóis.

## Galeria

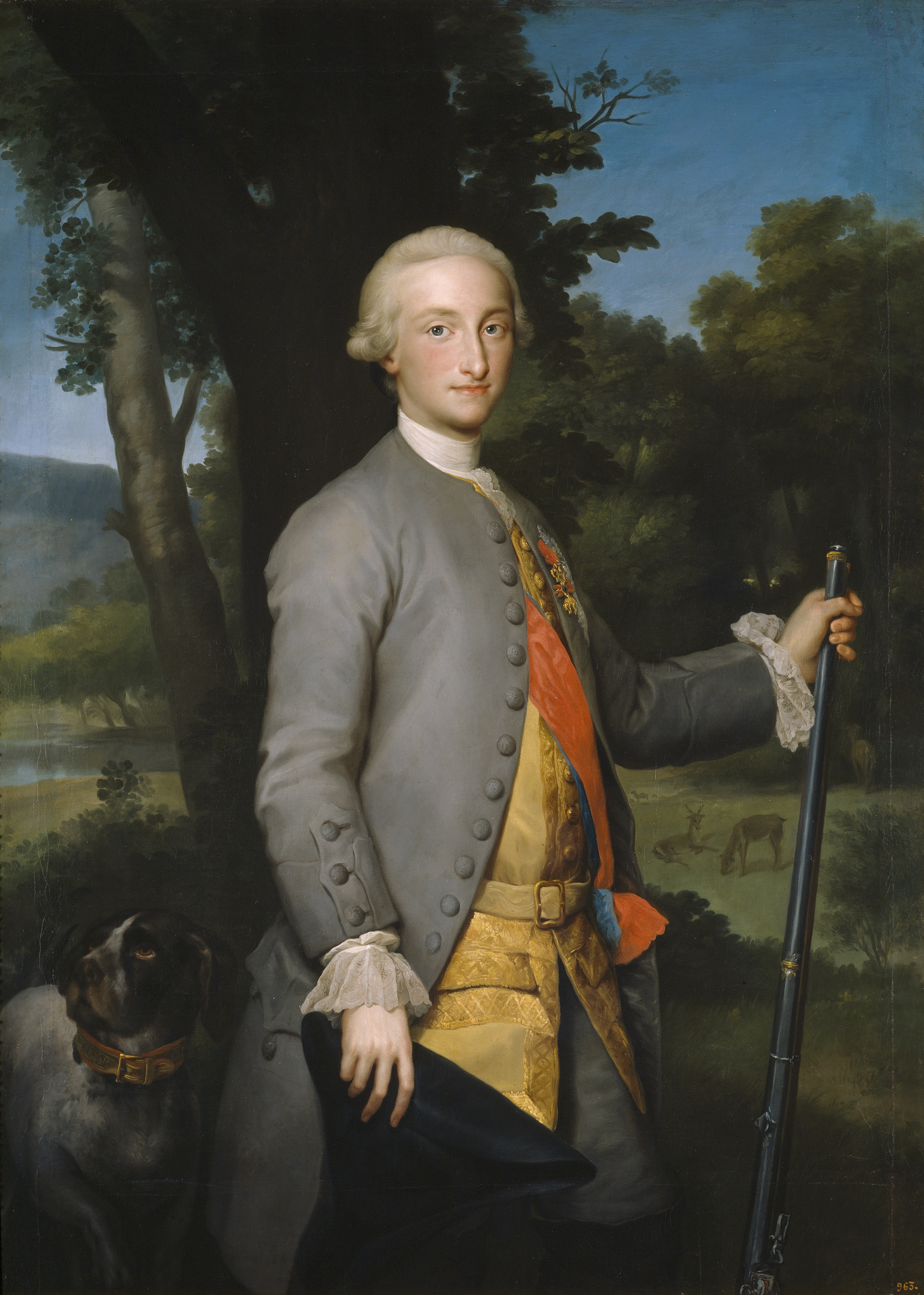
Príncipe das Astúrias, futuro Carlos IV da Espanha (са. 1765)
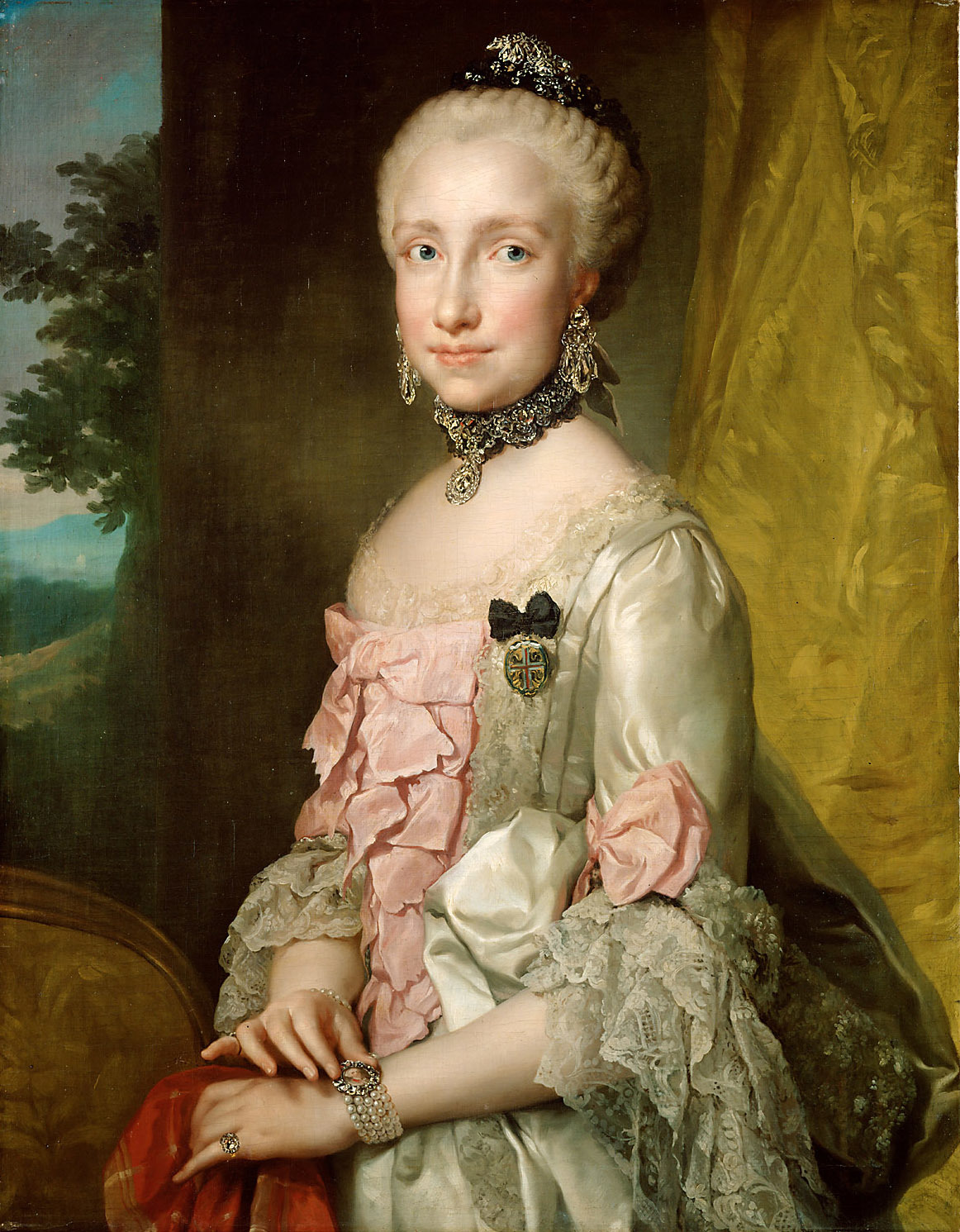
Retrato de Maria Luisa da Espanha
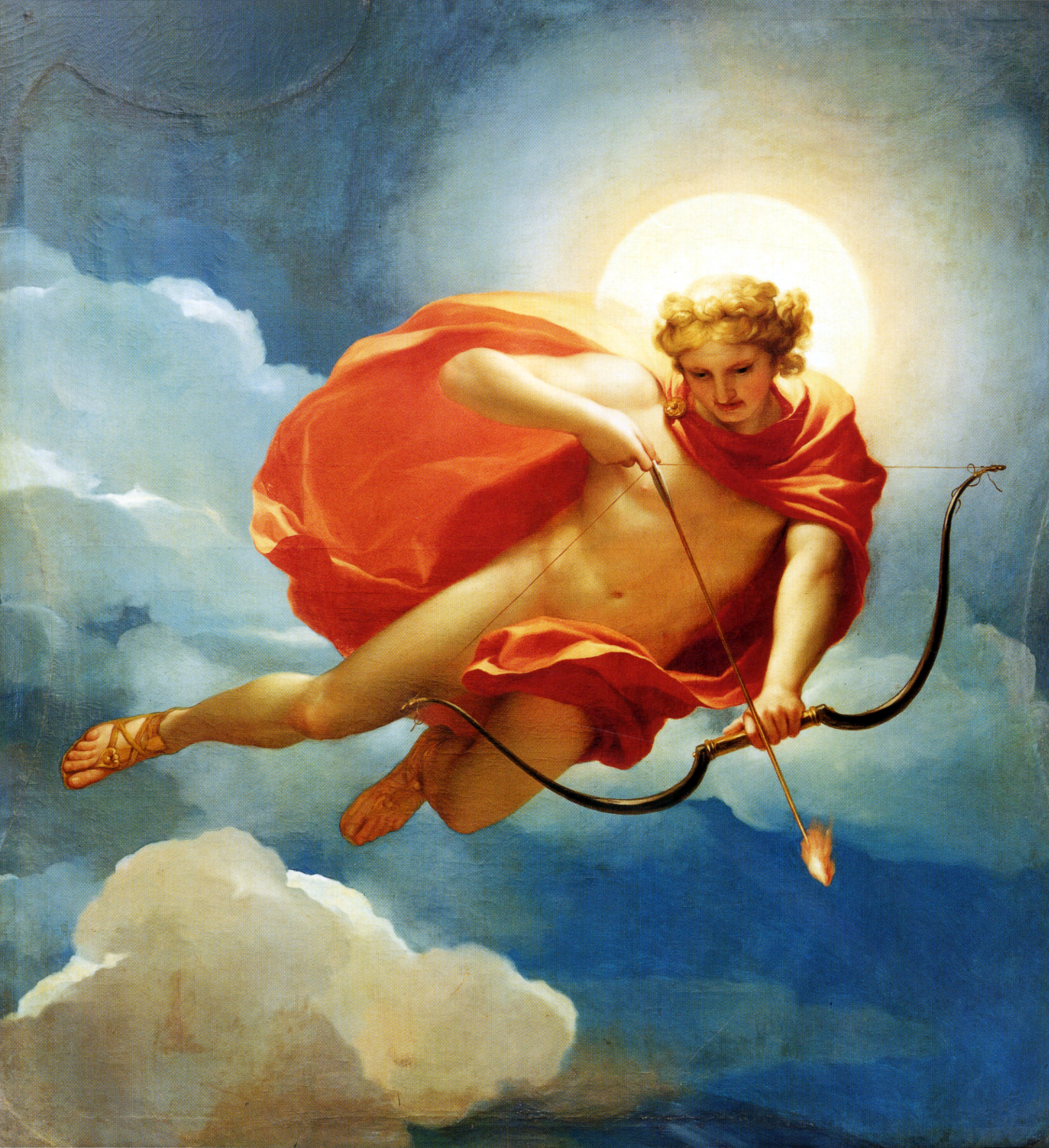
Helios como personificação do meio-dia (ca. 1765)
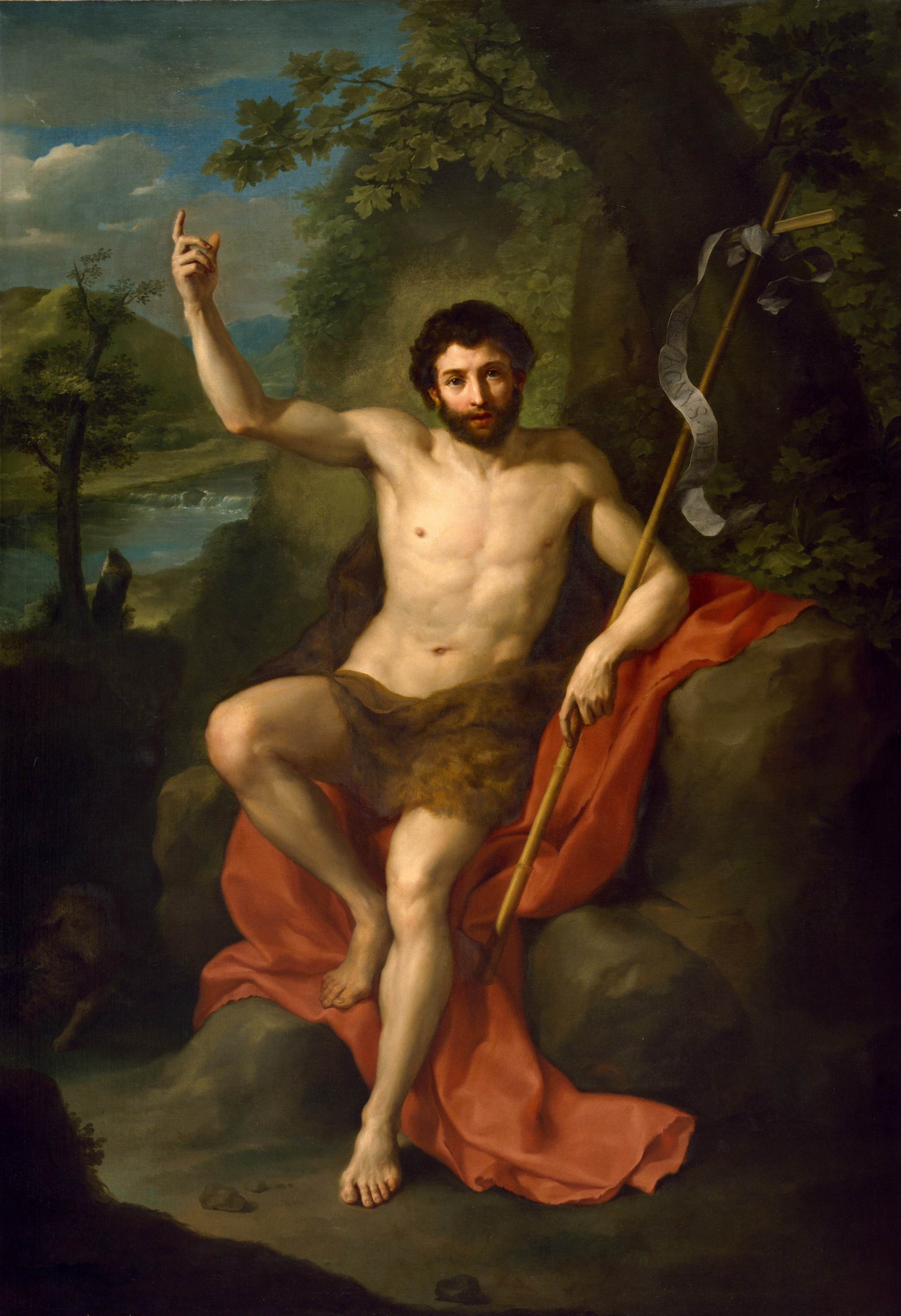
São João Batista pregando no deserto
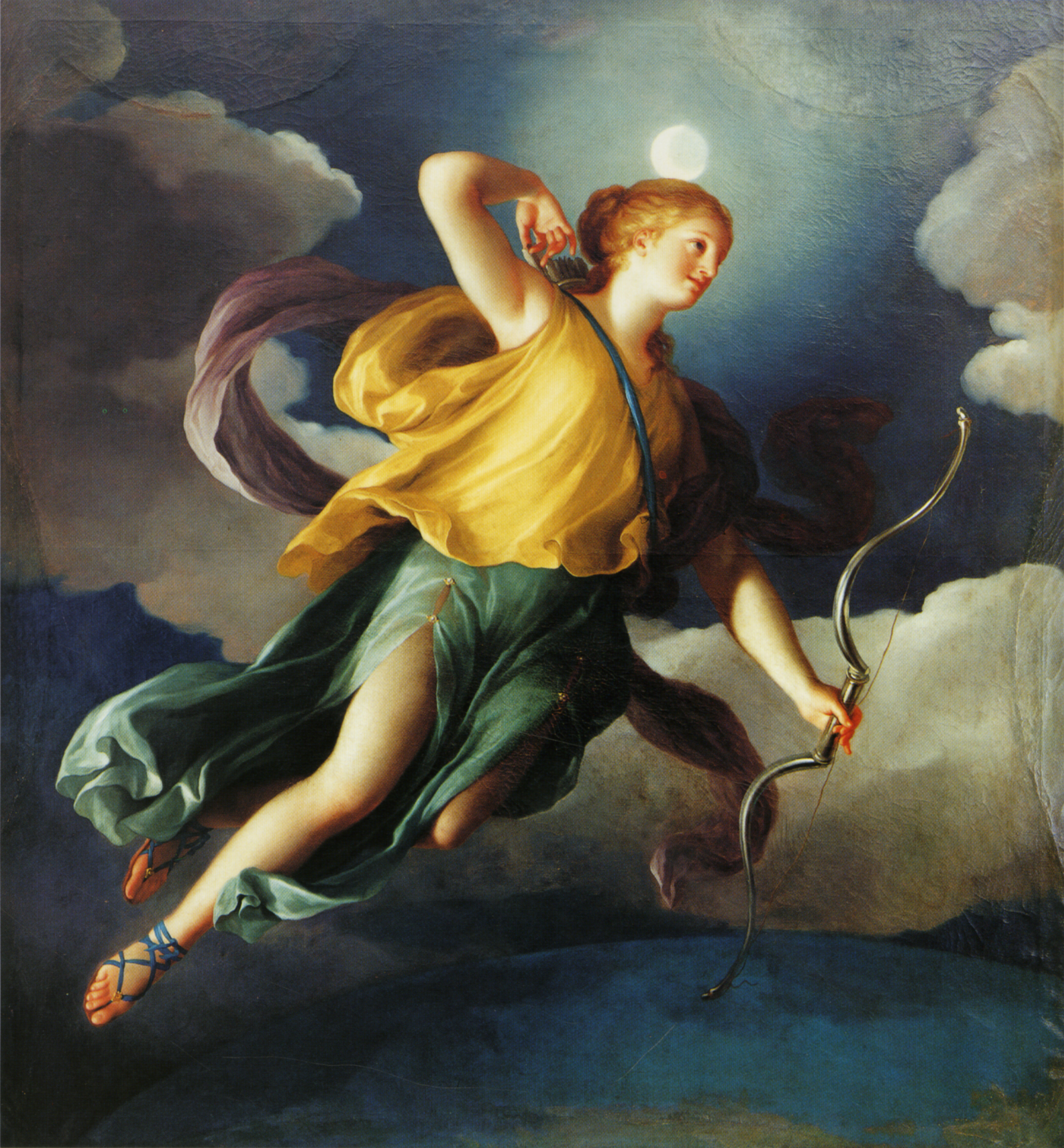
Diana como personificação da noite (ca. 1765)
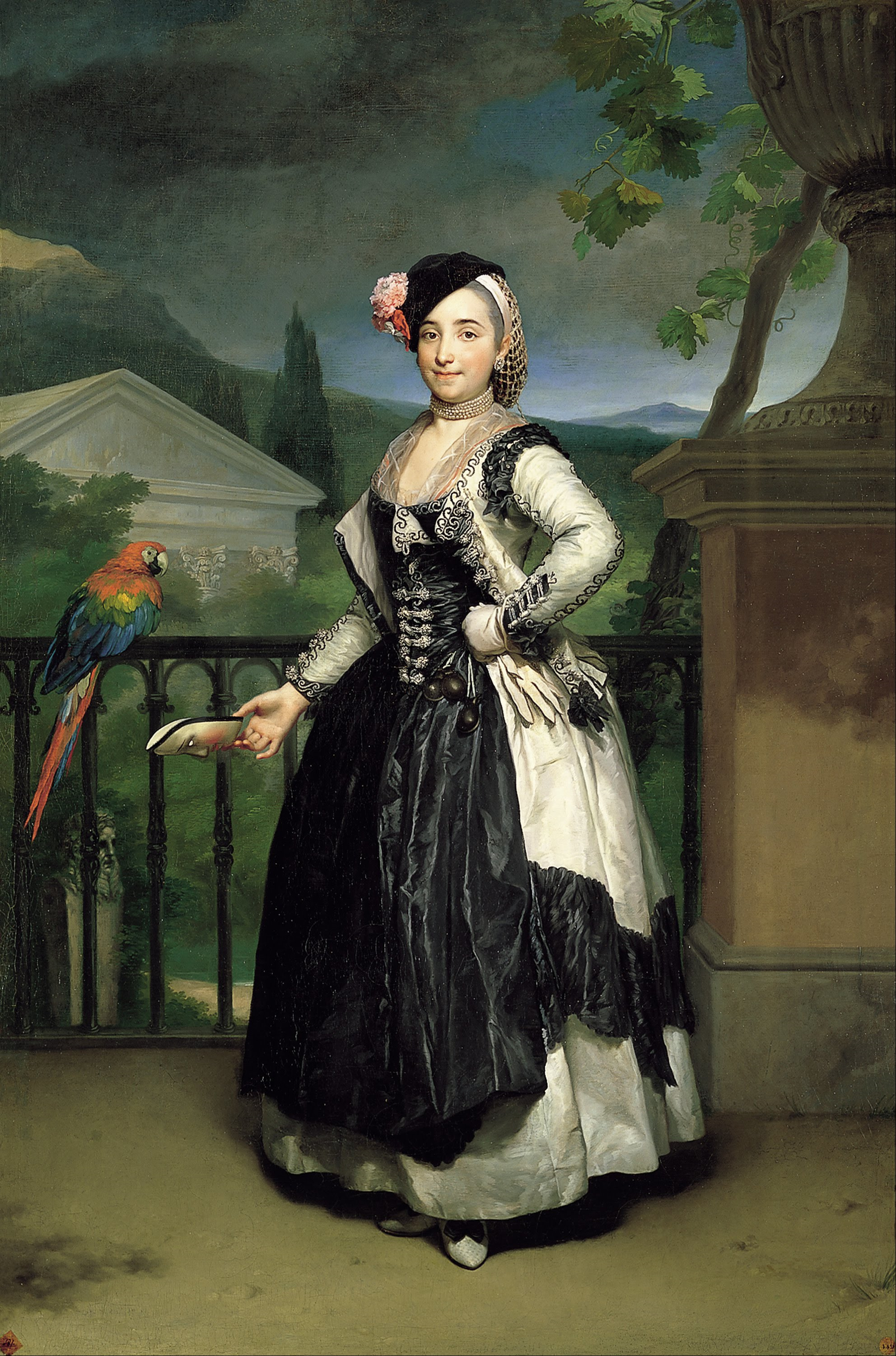
La marquesa de Llano (ca. 1775)
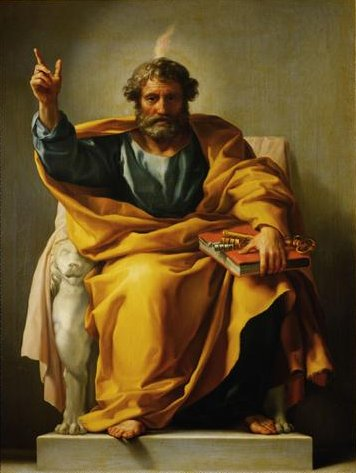
São Pedro
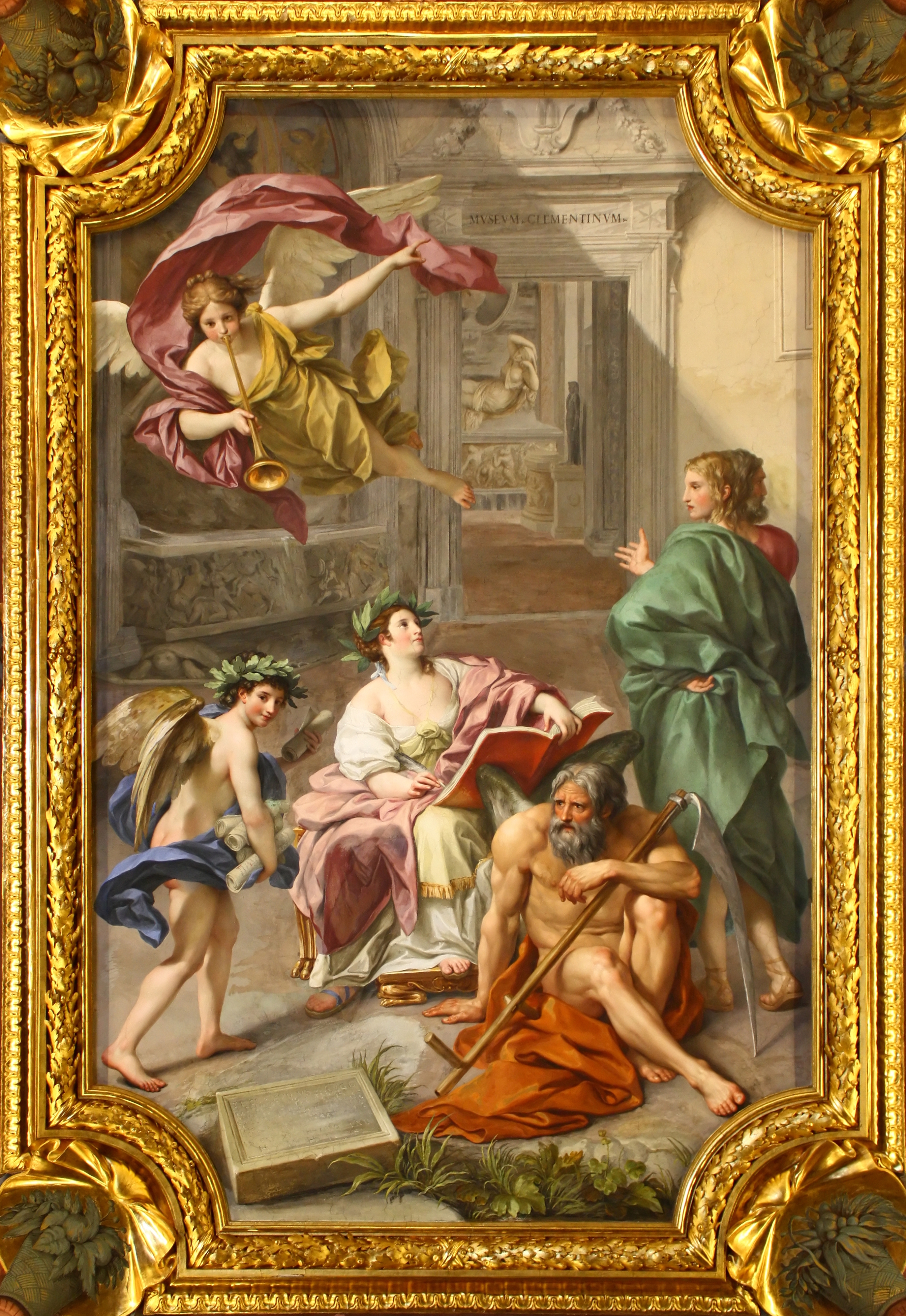
O Triunfo da História sobre o Tempo, teto da Biblioteca do Vaticano .
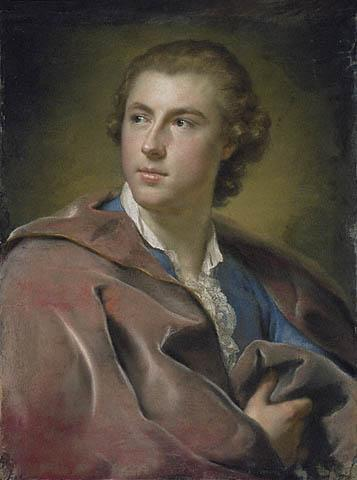
Retrato de William Burton Conyngham (1733–1796)
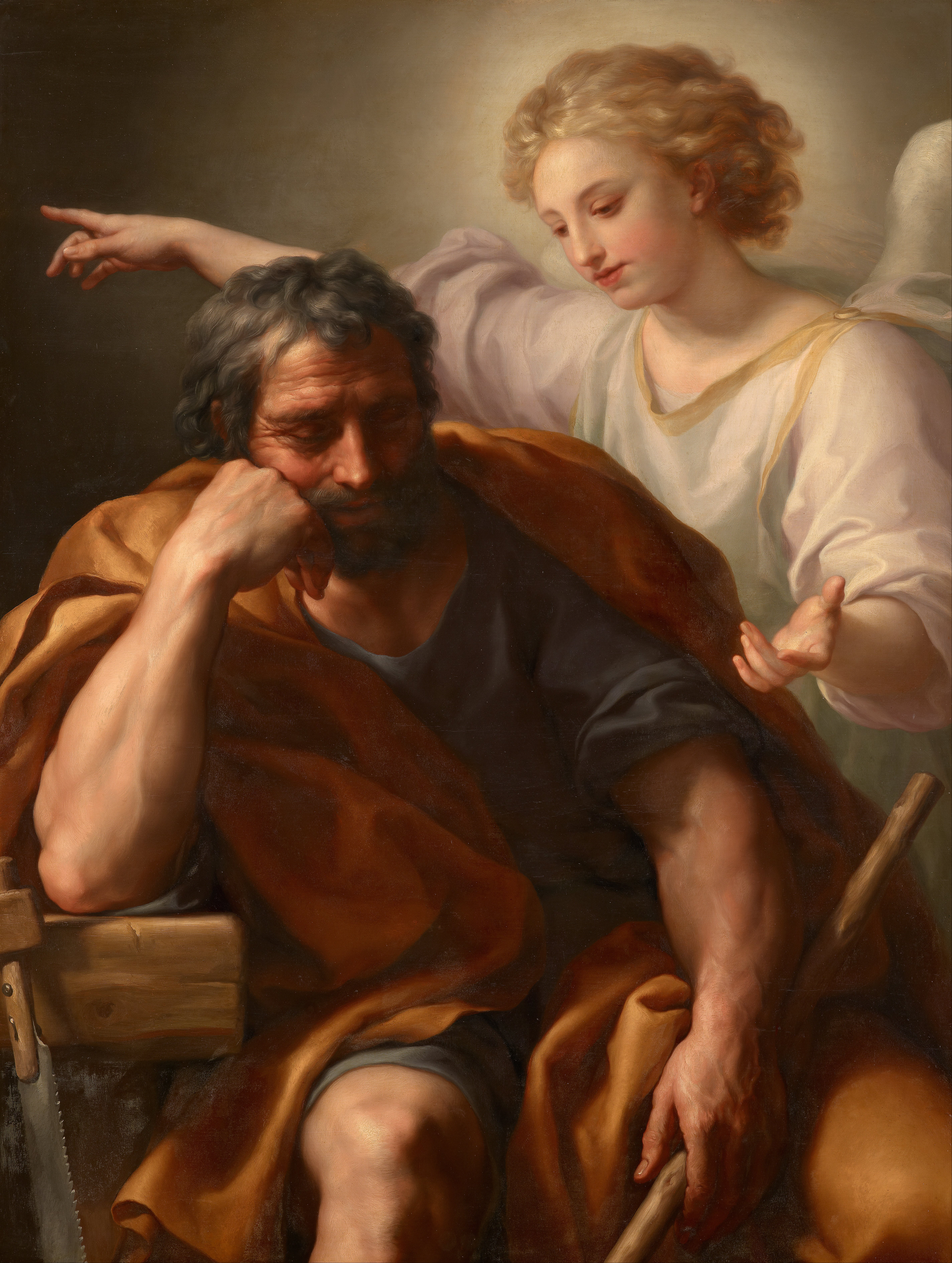
O Sonho de São José (ca. 1774)
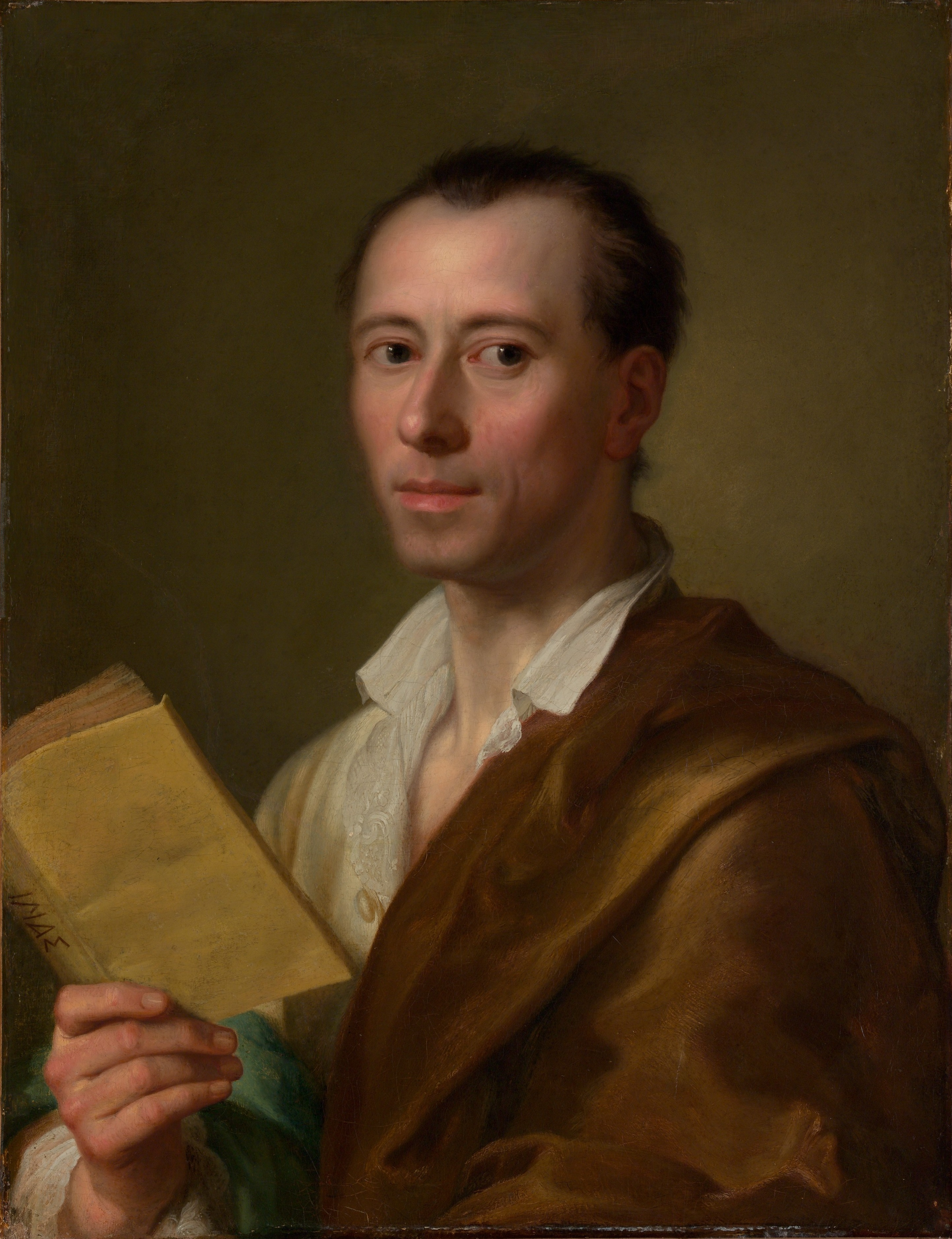
Johann Joachim Winckelmann (1717–1768) (1717–1768) no Metropolitan Museum of Art (ca. 1777)